# بانیس د بالدئارادس
بانیس د بالدئارادس (به اسپانیایی: Baños de Valdearados) یک شهرستان در اسپانیا است.